# プロファイル加工
プロファイル加工（プロファイルかこう）は、シート状の薄い素材に対し「プロファイル」（表面の凹凸）を作る加工である。
スポンジやポリウレタンのように柔らかく弾性に富む素材では、波打つように変形させた材料を平面で切断することで、片面（切断面）にプロファイルがある2枚の材料に分かれる。
金属など硬い素材では、プロファイルを機械的に切削する。そのような加工を行う工具としてプロファイルカッターがあり、NC加工で使われる。